# Mathieu Knippenbergh
Mathieu Knippenbergh (Venlo, 24 de julio de 1950) es un escultor, artista y fotógrafo de los Países Bajos. Knippenbergh se formó en Tilburgo y Maastricht, y residió durante cuatro años en Francia.

## Obras (selección)
- Joes en Petatte Nelke (1977) - Wilhelminaplein, Tegelen.
- Het gebonden figuur (1985) - Op de kamp / Op de spekt, Broekhuizenvorst.
- Christophorus / Heilige Christoffel (1987) - Veerweg, Broekhuizen.